# Бабка (річка)
Бабка, Велика Бабка — річка в Україні, в межах Харківського й Чугуївського районів Харківської області. Права притока Сіверського Дінця (басейн Дону).

## Опис
Довжина річки 42 км. Площа водозбірного басейну 376 км². Похил річки 1,4 м/км. Долина коритоподібна. Річище зарегульоване, перетворене в магістральний канал-водоприймач осушувальної системи; береги обваловані й залужені. 

## Розташування
Витоки розташовані на північ від с. Перемоги. Тече на південь/південний схід. Перед самим гирлом різко повертає на захід. Впадає до Сіверського Дінця на схід від смт Кочетка.
Населені пкнкти вздовж берегової лінії: села Перемога, Федорівка, Піщане, Велика Бабка, П'ятницьке, Кицівка.
Природоохоронні території вздовж берегової лінії: ландшафтні заказники Печенізька лісова дача, Кочетоцька лісова дача, ботанічний заказник Кицівський.

## Притоки

### Праві
Від витоків до гирла:
- Балка Красна - притока у Липецькій сільській громаді, впадає в Бабку у селі Перемога[1]
  - Балка Довжик - права притока балки Красної[2]
  - Яр Западний - права притока балки Красної[3]
- Клин - притока у Липецькій громаді, впадає на південно-західній околиці села Перемога[4]
- Бондарів яр - притока у Старосалтівській селищній громаді, впадає північніше села Федорівка[5]
- Бабчинський яр - притока у Старосалтівській селищній громаді, впадає на північній околиці села Федорівка [6]
- Балка Федорівська - притока у Старосалтівській громаді, впадає у селі Федорівка [7]
- Олего
- Коноплянський яр - притока у Чугуївській міській громаді, впадає південніше села Піщане
- Балка Орлова (Орлів) - притока у Чугуївській громаді, впадає північніше села Велика Бабка[8]
  - Пушкарний яр - права притока балки Орлової.[9]
- Харківський яр - притока у Чугуївській громаді, впадає на північно-західній околиці села Велика Бабка[10]
- Раків яр - притока у Чугуївській громаді, впадає у селі Велика Бабка[11]
- Приліпинський яр - притока у Чугуївській громаді, впадає на південно-західній околиці села Велика Бабка[12]
- Тупинів яр - притока у Чугуївській громаді, впадає на південно-західній околиці села Велика Бабка
- Яр Пирожків (Пирашків) - притока у Чугуївській громаді, впадає північніше села П'ятницьке[13]
- Базів яр - притока у Чугуївській міській та Печенізькій селищній громадах, впадає у селі П'ятницьке[14]
- Сороків яр - притока у Чугуївській громаді, впадає південніше села П'ятницьке[15]
- Паренський яр - притока у Чугуївській громаді, впадає на сході від села Кицівка[16]

Точне місце впадіння невідоме: Бабаків яр, Головишенський яр, Фисунів яр, Піщана.

### Ліві
Від витоків до гирла:
- Балка Бавська — лівий витік у Липецькій сільській громаді. Бере початок на південному заході від села Тернова, тече переважно на південь і впадає у Бабку у селі Перемога[21]
  - Балка Орлине гніздо — ліва притока балки Бавської
  - Балка Ярушки — права притока балки Бавської
  - Балка Розрита — права притока балки Бавської
  - Андренків яр — права притока балки Бавської
    - Балка Сороча — права притока Андренкового яру
- Балка Куп'єваха — тече у Вовчанській міській громаді Чугуївського району. Довжина бл. 5,01 км, найкоротша відстань між витоком і гирлом — 4,43  км, коефіцієнт звивистості річки — 1,13. Формується декількома балками та загатами. Бере початок у селі Українка (колишнє село Куп'єваха). Тече переважно на південний захід і на південно-східній околиці села Перемога.[22]
  - Балка Драгунка — ліва притока Балки Куп'євахи, шо впадає на південно-східній околиці села Українка[23]
- Безлюдник — притока у Старосалтівській селищній громаді, впадає на південній околиці села Федорівка[6]
  - Малиновий яр — ліва притока Безлюдника[24]
- Балка Довгенька — притока у Старосалтівській громаді, впадає на північному сході від села Піщане[25]
- Глибокий яр — притока у Старосалтівській громаді, бере початок на заході від села Молодова, тече на південний захід і впадає у Бабку на південному сході від села Піщане[26]
- Балка Плотавка — притока у Старосалтівській громаді, впадає південніше села Піщане[27]
- Сорокин — байрак, притока у Старосалтівській громаді, впадає між селами Піщане і Велика Бабка[28]
- Березова — притока у Старосалтівській та Чугуївській громадах. Бере початок у селі Молодова, тече на південь і впадає у річку Бабку на північно-східній околиці села Велика Бабка[29]
  - Великий яр — права притока Березової, впадає на північно-західній околиці села Молодова[30]
  - Малий яр — права притока Березової, впадає у селі Молодова[31]
  - Балка Мурівлянка — права притока Березової, впадає південніше села Молодова[32]
  - Березів яр — ліва притока Березової, впадає південніше села Молодова[33]
- Околичний яр — притока у Старосалтівській і Чугуївській громадах, впадає у селі Велика Бабка[34]
- Комишуватий яр — притока у Старосалтівській і Чугуївській громадах, впадає на південно-східній околиці села Велика Бабка
- Яр Суходіл — притока у Старосалтівській і Чугуївській громадах, впадає між селами Велика Бабка і П'ятницьке[35]
- Огаків (Спаків) яр — притока у Печенізькій селищній громаді, впадає на північно-східній околиці села П'ятницьке[36]
  - Ніжин — ліва притока Спакового яру[37]
- Яр Бобарів — притока у Печенізькій громаді, впадає північніше села Кицівка
- Яр Довжик — притока у Печенізькій громаді, впадає на північно-східній околиці села Кицівка[38]

Точне місце впадіння невідоме: Красний яр